# Mike Büskens
Michael „Mike” Büskens (Düsseldorf, 1968. március 19. –) német labdarúgó-középpályás, edző, a Greuther Fürth és a Rapid Wien csapatának volt vezetőedzője.

## Pályafutása

### Klubcsapatokban
1987–1992 között a Fortuna Düsseldorf, 1992–2000 között a Schalke 04, 2000-ben az MSV Duisburg, 2000–2003 között ismét a Schalke 04 labdarúgója volt. 2003–04-ben a Schalke 04 II. csapatában fejezte be az aktív játékot.

### Edzőként
2002–2005 között a Schalke 04 II. csapatának a segédedzőjeként kezdte edzői pályafutását. 2005–2008 között a második csapat vezetőedzője lett. 2008-ban ideiglenesen Schalke társ-vezetőedző lett. 2008–09-ben az első csapatnál segédedző, 2009-ben ismét megbízott vezetőedző. 2009–2013 között a Greuther Fürth, 2013-ban a Fortuna Düsseldorf, 2015-ben a ismét Greuther Fürth, 2016-ban az osztrák Rapid Wien vezetőedzője volt.
2022-ben a Schalke 04 szakmai munkáját irányította megbízott edzőként.

## Sikerei, díjai

### Játékosként
Fortuna Düsseldorf
- Nyugatnémet bajnokság – másodosztály (2. Bundesliga)
  - bajnok: 1988–89

 Schalke 04
- Német kupa (DFB-Pokal)
  - győztes (2): 2001, 2002
- UEFA-kupa
  - győztes: 1996–97

### Edzőként
Greuther Fürth
- Német bajnokság – másodosztály (2. Bundesliga)
  - bajnok: 2011–12

 Schalke 04
- Német bajnokság – másodosztály (2. Bundesliga)
  - bajnok: 2021–22